# Aeroportul Internațional Atlantic City
Aeroportul Internațional Atlantic City (IATA: ACY, ICAO: KACY, FAA LID: ACY) este un aeroport din Pomona⁠(d), Galloway Township⁠(d), Comitatul Atlantic, New Jersey, New Jersey, Statele Unite ale Americii ce deservește zona Atlantic City. Aeroportul a fost tranzitat în 2022 de 632.691 de pasageri. A fost deschis în 1942 și numit după zona deservită.
Situat la o altitudine de 23 m, aeroportul dispune de 2 piste. Este operat de South Jersey Transportation Authority⁠(d).

## Infrastructură

### Piste
Aeroportul dispune de 2 piste. Pista 04/22 are dimensiunile 6.144 picioare × 150 picioare. Pista 13/31 are suprafața de asfalt și dimensiunile 10.000 picioare × 150 picioare. 